# Jwaneng (sous-district du Botswana)
Pour l’article homonyme, voir Jwaneng.
Jwaneng est un sous-district du Botswana.